# Alec Covin
Alec Covin (ur. 1970 we Francji) – francuski autor thrillerów.
Studiował literaturę współczesną, podobnie jak jego popularniejsi konkurenci Jean-Christophe Grangé czy Maxime Chattam, jest przedstawicielem modnego obecnie nurtu literackiego zdobywającego rzesze czytelników na całym świecie. Jest nim połączenie thrillera z elementami grozy i fantastyki. Debiutował w 2005 roku powieścią Wilki Fenrydera, początkiem trylogii o tajnym bractwie założonym przez Luciusa Fenrydera, dążącym do unicestwienia Ameryki. Kolejne tomy to Stany prymitywne i niewydana jeszcze w Polsce Le Général Enfer.